# Новосултангулово (Башкортостан)
Новосултангулово (баш. Яңы Солтанғол) — деревня в Балтачевском районе Республики Башкортостан Российской Федерации. Входит в состав Староянбаевского сельсовета. 

## География

### Географическое положение
Расстояние до:
- районного центра (Старобалтачёво): 28 км,
- центра сельсовета (Староянбаево): 7 км,
- ближайшей ж/д станции (Куеда): 86 км.

## Население
| 2002 | 2009 | 2010 |
| ---- | ---- | ---- |
| 4    | ↗8   | ↘0   |

Согласно переписи 2002 года, преобладающая национальность — башкиры (50 %).